# Burmai nyelv

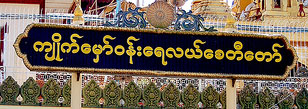
Burmai írás

A burmai nyelv (burmai írással: မြန်မာဘာသာ) a kínai-tibeti vagy másképpen a sino-tibeti nyelvcsaládba tartozik, annak tibeti-burmai ágához sorolják. Burmai neve bama. Mianmar államnyelve, jelenlegi elnevezését az ország korábbi (1989 előtti) neve, Burma után kapta.
Anyanyelvi beszélőinek száma 30 millió, az ország lakosságának 55%-a, ehhez még 3 millió kétnyelvű nemzetiségi lakos járul, Bangladesben pedig 240 000 burmai él.
A burmai legkorábbi nyelvemlékei, amelyeket kezdetben pálmalevelekre írtak, az 1. századból valók.

## Alaktana
Az alaktan szempontjából nem bonyolult, grammatikai viszonyok kifejezésében gyakran támaszkodik mondattani eszközökre.
A főnév
A főneveken nincs jelölve nyelvtani nem, szükség esetén külön morfémával lehet utalni a természetes nemre, ilyen a jelölő. A jelölőt többes szám kifejezésére is használják. Bizonyos nyelvtani funkciókat, eseteket a főnév után álló segédszóval fejeznek ki, ilyenek pl.: -ko (irány/tárgy), -hma (hely).
Számnevek
A régió sok nyelvéhez hasonlóan (pl.:kínai) a számneveket az általuk módosított főnevekhez számlálószavak kapcsolják.
Igék
Az igék egy vagy két morfémából állnak. Szám és személy tekintetében nem ragozzák. A tagadást ige előtt tagadószócskával fejezik ki. A mondat modalitását külön igék jelenítik meg.

## Szerkezete
Mint elszigetelő nyelv két zenei hanglejtés áll szemben egymással, összesen négy nem fonologikus változattal. Alakrendszerében névutókkal és előragokkal fejezik ki a mondatbeli viszonyokat. Szókincsére egyrészt a buddhista vallást és kultúrát közvetítő indiai eredetű páli, másrészt a mon néppel való évszázados szomszédság következtében a mon nyelv hatott. A burmai írás indiai bráhmi eredetű, szintén a páli közvetítésével került a burmai néphez.

## Története
A legkorábbi nyelvemlékek Kr. u. 100 körülről származnak, alapjuk a mon írás. A 12. századig az udvar nyelve a mon volt. A papír megjelenése előtt pálmalevelekre írták, melyet kötegbe fogva őriztek. A nyelv történetében fontos szerepet játszott a páli nyelv, ennek okán sok a páli eredetű jövevényszava, mégpedig nem csak a vallás területén, hanem a nyelvtan vagy orvoslás lexikájában is. Még napjainkban sem ritka, hogy új fogalmak megnevezésére a páli nyelvhez fordulnak.